# Дюпон д’Эрваль, Вас Робер Констан
Вас Робер Констан Робер Дюпон д’Эрваль (фр. Vast Robert Constant Dupont d'Erval; 1758—1812) — французский военный деятель, полковник (1803 год), шевалье (1810 год), участник революционных и наполеоновских войн.

## Биография
В тот момент, когда началась Революция, он был торговцем тканями, как его отец и его брат, и был одним из самых богатых производителей в Эльбёфе. Он был вынужден отказаться от своей мануфактуры и своего состояния, и, эмигрировав в Англию, он вступил добровольцем в подразделение «Йоркских рейнджеров», и дослужился в нём до капитана. Сражался во Фландрии; он отличился 21 октября 1793 года в бою у деревни недалеко от Менена, где в течение двух часов с 300 мужчинами сдерживал до 4000 человек из дивизии Суама и сумел спасти 4 пушки, оставленные ганноверцами; он был публично поздравлен генералом Эрлахом за этот подвиг.
При реорганизации корпуса в 1795 году он получил временное звание майора и вернулся в Англию. В июле 1795 года Йоркские рейнджеры были направлены для службы на Антильских островах. Высадившись в Сент-Люсии и Гренаде, он был ранен в живот и бедро 10 июня 1796 года. При роспуске Йоркских рейнджеров 24 августа 1797 года он вернулся в Англию, и был утверждён в звании майора Людовиком XVIII 31 декабря 1797 года.
Получив разрешение вернуться во Францию, он был принят во французскую армию в возрасте 45 лет в звании полковника, и 6 октября 1806 года был включён в качестве помощника в штаб Армии Берегов Океана.
Весной 1807 года вызван в Великую Армию, и 18 марта стал начальником штаба пехотной дивизии под командованием генерала Морана 3-го корпуса. В конце 1808 года был переведён в той же должности в пехотную дивизию Фриана. Участвуя в Австрийской кампании 1809 года, он был ранен в ногу в битве при Эсслинге 21 мая 1809 года.
Вернувшись в строй, он снова присоединился к Великой Армии во время Русской кампании 1812 года в качестве начальника штаба 2-й дивизии тяжёлой кавалерии. Убит в Бородинском сражении 7 сентября 1812 года.

## Титулы
- Шевалье Дюпон д’Эрваль и Империи (фр. chevalier Dupont d'Erval et de l'Empire; декрет от 15 августа 1809 года, патент подтверждён 19 сентября 1810 года)[1].

## Награды
Легионер ордена Почётного легиона (23 июня 1807 года)